# أتسوتاكا ناكامورا
أتسوتاكا ناكامورا (باليابانية: 中村 充孝) (13 سبتمبر 1990 في ساكاي في اليابان – )؛ هو لاعب كرة قدم ياباني سابق كان يلعب كلاعب وسط.

## وصلات خارجية
- أتسوتاكا ناكامورا على موقع الاتحاد الدولي (مؤرشف)  (الإنجليزية)
- أتسوتاكا ناكامورا على موقع رابطة كرة القدم اليابانية للمحترفين (اليابانية)
- أتسوتاكا ناكامورا على موقع قاعدة بيانات كرة القدم.إي يو (الإنجليزية)
- أتسوتاكا ناكامورا على موقع Soccerway.com (الإنجليزية)
- أتسوتاكا ناكامورا على موقع عالم كرة القدم.نت (الإنجليزية)
- أتسوتاكا ناكامورا على موقع كووورة
- أتسوتاكا ناكامورا على موقع AS.com (الإسبانية)